# Врачанско македонско благотворително братство
Врачанското македонско благотворително културно-просветно братство „Трайко Китанчев“ е организация на бежанците от областта Македония, установили се във Враца.

## История
На Първия македонски конгрес, провел се в София на 19 – 28 март 1895 година, е основана Македонската организация, която бързо започва да образува клонове в цялата страна. Основано е и дружество във Враца, което участва активно в дейността на Организацията. На Втория конгрес от 3 до 16 декември 1895 година делегат е Стефанаки Савов, на Шестия конгрес от 1 до 5 май 1899 година делегат е Никола Мискинов, на Седмия конгрес от 30 юли до 5 август 1900 година делегат е отново Никола Мискинов и на Осмия конгрес от 4 до 7 април 1901 година делегат е Лазар Симидчиев.
След Първата световна война дружеството е възстановено като благотворително братство, част от Съюза на македонските емигрантски организации. На 30 октомври 1920 година във Враца се учредява македонско братство на събрание, ръководено от Панталей Кондов. Избрано е настоятелство в състав Стамат Стаматов (председател), Константин Пазов и Борис Иванов (подпредседатели), Димитър В. Димитров (секретар), Киро Младенов (касиер), Евтим Георгиев и Кипро Павлов са членове. Делегати от братството на обединителния конгрес на СМЕО и МФРО от януари 1923 година са Иван Д. Канелов, Константин Пазов и Стамат Стаматов.
| Стамат Стаматов        | запасен полковник |
| Костадин Пазов         | запасен полковник |
| Атанас Иванов          | запасен полковник |
| Панайот Николов        | запасен полковник |
| Вангел Георгиев        | свещеник          |
| Димитър Поптодоров     | свещеник          |
| Димитър Янчулев        | свещеник          |
| Тодор Анастасов        | учител            |
| Кузман Йосифов         | учител            |
| Иван Цоков             | учител            |
| Панайот Кондов         | учител            |
| Симеон Златков         | учител            |
| Анна Мокрева           | учителка          |
| Люба Иванова Калоянова | учителка          |
| Дука Скопакова         | учителка          |
| Климент Скопаков       | учител            |
| Елена Георгиева        | учителка          |
| Георги Златков         | дюлгер            |
| Спиро Стайков          | хлебар            |
| Дамян Станоев          | хлебар            |
| Киро Младенов          | хлебар            |
| Димитър В. Димитров    | търговец          |
| Гино Павлов            | бозаджия          |
| Кипро Павлов           | бозаджия          |

На 18 януари 1925 година братството си избира ново настоятелство в състав Константин Пазов (председател), Тодор Анастасов (подпредседател), Ник. Бакърджиев (секретар), Ив. Д. Канелов (касиер) и членове съветници Дим. Поптодоров, Дим. В. Димитров и К. Попшаламанов. През май 1925 година Константин Пазов се изселва от Враца и спира да бъде председател на братството. В началото на 1926 година на годишно общо събрание е избрано настоятелство в състав Т. Анастасов (председател), Димитър Поптодоров (подпредседател), Димитър В. Димитров (секретар), Иван Д. Канелов (касиер), а Щерю Нашков, Филип Куршелов и Панталей Кондов са съветници.
През 1936 година е избрано ръководство в състав Тодор Анастасов (председател), Вангел Георгиев (подпредседател), Димитър В. Димитров (секретар), Георги Костов (касиер), Данаил Младенов и Иван Панев са членове. В контролната комисия влизат Димитър Поптодоров (председател), Люба Иванова Калъпова (член) и Михаил Бояджиев (член).